# Schild's Ladder
 (juillet 2022).
Si vous disposez d'ouvrages ou d'articles de référence ou si vous connaissez des sites web de qualité traitant du thème abordé ici, merci de compléter l'article en donnant les références utiles à sa vérifiabilité et en les liant à la section « Notes et références ».
Schild's Ladder est un roman de science-fiction de l'écrivain australien Greg Egan paru en 2002. Cet ouvrage a été traduit en français partiellement (le premier chapitre chez Orbs).
Son titre fait référence à l'échelle de Schild, une méthode d'approximation en géométrie différentielle inventée par le physicien américain Alfred Schild.